# Râca
Râca é uma comuna romena localizada no distrito de Argeş, na região de Muntênia. A comuna possui uma área de 42.60 km² e sua população era de 1425 habitantes segundo o censo de 2007.